# رومان كانتور
رومان كانتور (بالبولندية: Roman Kantor)‏ هو مبارز بالسيف بولندي، ولد في 1 مارس 1912 في وودج في بولندا، وتوفي في 1943 في معسكر الإعتقال مايدانيك في بولندا.

## وصلات خارجية
- رومان كانتور على موقع أوليمبيديا (الإنجليزية)
- رومان كانتور على موقع اللجنة الأولمبية البولندية (مؤرشف) (البولندية)